# Opéra de Limoges
 (février 2021).
Si vous disposez d'ouvrages ou d'articles de référence ou si vous connaissez des sites web de qualité traitant du thème abordé ici, merci de compléter l'article en donnant les références utiles à sa vérifiabilité et en les liant à la section « Notes et références ».
L'opéra de Limoges, initialement nommé Grand théâtre de Limoges puis Opéra-théâtre de Limoges et renommé Opéra de Limoges depuis janvier 2016, est une salle de spectacle située dans le centre-ville de Limoges. Il est accolé au Conservatoire à rayonnement régional de Limoges.

## Activités
Des spectacles lyriques (opéras, concerts de l'Orchestre de Limoges et du Limousin (OLIM), concerts de musique de chambre, ballets) y sont donnés, mais aussi d'autres spectacles non lyriques (pièces de théâtre, concerts de musiques actuelles, de chanson française, spectacles humoristiques et manifestations liées à des festivals (comme le Festival des francophonies en Limousin).
L’opéra de Limoges est le premier employeur culturel du Limousin, avec environ cent-vingt employés dont cinquante-cinq permanents. Il accueille en moyenne 50 000 spectateurs par an.
Depuis 2010, Alain Mercier en est le directeur.
L’opéra de Limoges dispose d’un orchestre de quarante musiciens dirigé par Robert Tuohy (chef d'orchestre) et d’un chœur de vingt-deux chanteurs dirigé par Edward Ananian-Cooper, avec Amina Edris (soprano) et Théophile Alexandre (contre-ténor)

## Historique
Le 29 mars 1840 est inauguré le « Théâtre Municipal de Limoges », sur la place Royale (aujourd’hui place de la République). Un projet d’un Cirque-Théâtre est approuvé en 1911, mais la Première Guerre mondiale retarde les travaux et la salle n’ouvre qu’en octobre 1926.
Le bâtiment actuel, construit en lieu et place du Cirque-Théâtre, a été conçu par Pierre Sonrel et inauguré en mars 1963 en présence de Louis Longequeue, maire de Limoges, Michel Maurice-Bokanowski et Gaëtan Picon. Sa capacité maximale est de 1 484 places ; la salle possède un plafond mobile que l'on peut descendre afin de réduire la jauge à 939 places pour certains spectacles. 
C'est l'une des plus grandes salles d'opéra de France, juste après les opéras Bastille et Garnier.
Conjointement aux grands travaux qui ont modernisé le Conservatoire, la façade a subi en 2008 une légère modification, avec notamment la construction d'un nouvel escalier de secours.
Depuis le 1er janvier 2016, l'Opéra de Limoges est un établissement public administratif.
En 2024, l'Opéra de Limoges obtient le label « théâtre lyrique d'intérêt national ».

## Localisation et accessibilité
Il se situe en plein centre-ville, place Stalingrad et se situe à environ douze minutes de la gare des Bénédictins.
Ce lieu est desservi par les lignes de trolleybus 4 5 6, les lignes standard et secondaires 8 10 12 18 20 24 28 31 34 46, les lignes nocturnes 21 22 ainsi que les lignes du dimanche et jours fériés d4 d5 d8 d10 du réseau de bus TCL.